# Українці Румунії
Українці в Румунії (рум. Ucrainenii din România) — четверта за чисельністю етнічна спільнота Румунії, після румунів, угорців та циган (ромів). Згідно з даними перепису 2011 року, спільнота налічує 51 007 осіб, що становить 0,27 % всього населення Румунії. За переписом 1948 року українців за мовою налічувалось 37,6 тисяч осіб, за переписом 1966 р. — 54,7 тис. за самоідентифікацією. Чисельність осіб, які спілкуються українською мовою, перевищує офіційну чисельність українців, що свідчить про політичну ідентифікацію, як румун, проте етнічну, як — українців.
Українці Румунії переважно проживають в північній частині Румунії, на кордоні з Україною в Мармарощині і Буковині, а також у Подунав'ї (Північна Добруджа і Південна румунська Молдова). Більше половини всіх офіційно зареєстрованих румунських українців проживає в повіті Марамуреш на Мармарощині (34 027 чоловік), де вони становлять до 6,67 % всього населення. Велика кількість українців проживає також у Сучаві (8 506 осіб) і Тіміші (7  261 особа).
Українці становлять більшість у селах: Бистрий, Великий Бичків, Руська Поляна, Ремети, Кривий, Вишня Рівня, Рускова, Вишевська Долина, Балківці, Ульма, Ізвори, Щука, Копечеле і інші.
Як офіційна національна меншина українці мають одне зарезервоване місце в парламенті Румунії. 29 грудня 1989 року засновано Союз українців Румунії.

## Історія румунських українців

### До 1945 року
До 1918 року українці жили на території тогочасної Румунії в північній Добруджі — у дельті Дунаю (див. також Задунайська Січ). Їхнє поселення (близько 20 000) пов'язане безпосередньо з українською етнографічною територією в південній Бессарабії. Незначне число українців (близько 50 000) жило у північній Молдові (повіти Дорогой і Ботошани), населення якої до 17 століття було здебільшого українським. Тепер в південній Буковині частково збережено українську мову й звичаї.
Після Першої світової війни у межах «великої» Румунії опинилися Буковина, Бессарабія та мала частина Закарпаття — південна частина Мармарощини, а у зв'язку з цим частина української суцільної етнографічної території й низка українських етнографічних островів у цих країнах, зокрема у Бессарабії; врешті, українські острови у Банаті, який до 1918 належав до Угорщини. Крім того, на території корінної Румунії, головним чином у Бухаресті, опинилися українські політичні емігранти з України; їх основу становили колишні старшини і вояки 2 Запорізької бригади Армії УНР, які восени 1920 перейшли Дністер. З 1923 у Бухаресті існувала централя Громадсько-Допомогового Комітету Української Еміграції в Румунії (голова К. Мацієвич, заступник голови В. Трепке, секретар Д. Геродот (Івашин)), яка координувала працю 10 філій емігрантів (найчисленніша — Громада Українських Емігрантів у Букарешті). В Бухаресті ще діяли: Союз українок-емігранток у Румунії (голова — Н. Трепке), Товариство Українських Вояків у Румунії (голова Г. Порохівський) і заснований гетьманською групою 1921 Союз Українських Хліборобів у Бухаресті (голова П. Новіцький). До міст Румунії наплинуло також деяке число українців з Буковини і Бессарабії, переважно учителі й службовці, що їх румунська влада переселила, щоб ослабити український стан посідання, студенти, які вчилися у вищих навчальних закладах, головним чином у Бухаресті (вони заснували в Бухаресті товариство «Зоря» , 1921 — 26, згодом Українське Культурно-спортове товариство «Буковина», 1926-44) й Ясах.
1941 року Румунія дала українській національній меншості деякі культурні права: у Бухаресті організовано українське радіомовлення (керівник М. Ковалевський), виходила газета «Життя» (ред. І. Гаврилюк), журнал «Батава».
Число українців, що жили в корінній Румунії збільшилося на 1940 утікачів, які після зайняття СРСР Буковини і Бессарабії шукали захисту в Румунії. Перед зайняттям всієї Румунії радянським військом 1944 частина українців з Румунії подалася на захід, більшість залишилася. Дехто з українських громадських діячів (І. Григорович, О. Масикевич, В. Якубович та ін.) були заарештовані й вивезені до СРСР.

### Українці в Румунській Соціалістичній Республіці
Кордони УРСР з Румунією не покриваються докладно з етнографічними межами, і тому в Румунії залишилися невеликі простори української етнографічної території:
- в Південній Буковині (близько 40 000 українців у 39 місцевостях);
- у Добруджі (30 000 українців у 37 місцевостях);
- в Мармарощині (близько 30 000 у 16 місцевостях);
- близько 10 000 українців живе у 8 селах у Банаті (дехто з них виїхав наприкінці 1940-х pp. до СРСР);
- бл. 10 000 — у розпорошенні в межах румунської етнічної території.;

у всій Румунії близько 120 000.
За офіційним переписом 21.02.1956, в Румунії жило 68 300 українців, у тому числі в тодішніх областях:
- Банат (райони Луґож і Карансебеш) 4700,
- Добруджа (район Тульча) — 7 900,
- Марамуреш (райони Вішев і Сигіт) — 25 200,
- Сучава (райони Радівці, Кимполюнґ, Дорогой, Ґура-Гуморулуй і Ватра Дорней) — 28 900
- розпорошених по всій Румунії 1 500;

останні найбільше перебувають у Букарешті (офіційно 500, насправді близько 2 000). Інші міста, у яких живуть українці: Констанца, Тімішоара, Бая-Маре, Яси, Клюж, Луґож, Мармарош-Сігет, Сучава.
У соціалістичній Румунії немає жодних українських громадських організацій, хоч конституція гарантує кожній національній меншості національно-культурні права. Партія і уряд країни змінювали своє ставлення до місцевих українців. До 1947 вони не визнавали взагалі існування української національної меншості; у 1948—1963 існувала відносна можливість праці в культурно-шкільній сфері, хоча, щоб налякати українську інтелігенцію, у 1959 у Букарешті влаштовано показовий процес проти В. Білівського, якому закидали заохочування читачів до української мови і плекання української культури (його засуджено на 7 років в'язниці; аналогічний процес відбувся і в Сиготі). З 1964 румунська влада поступово ліквідувала попередні здобутки української національної групи. Не принесла покращення становища українців у Румунії нова конституція 1965, яка формально запевняла меншостям національні права. Щоправда, 1968 дозволено організувати українські повітові ради трудящих при Фронті Соціальної Єдності для Сучавського й Мармароського повіту (гол. І. Захарійчук і Ю. Канюка), але вони не виявили ніякої української національної праці. 

### Культурно-освітнє життя
Шкільна реформа 1948 дала можливість для розвитку середньої і вищої освіти українською мовою. Упродовж 10 pp. у Р. існувало 120 нар. шкіл з українською мовою навчання (бл. 200 українських учителів і бл. 10 000 учнів) та паралельні класи з українською мовою навчання в гімназіях у Сереті, Сиготі й Сучаві (за 1957 — 77 випускників) і у пед. школах: в Сереті, Сиготі й Тульчі (за 1957 — 54 випускники). Для шкіл створено різнорідні підручники українською мовою, серед ін. «Курс іст. граматики української мови» М. Павлюка та «Румунсько-український словник» (30 000 слів) і «Українсько-румунський словник» (35 000 слів) — обидва за ред. Ю. Кокотайла.
Культурно-освітню діяльність по українських селах провадили читальні, клуби, будинки культури, гуртки самодіяльності, гуртки молоді; по містах відділи Румунського Об'єднання для зв'язків з Сов. Союзом (ARLUS — Asociaţia Romînă pentru legătŭri cu Uniunea Sovietică). Рівень культурної праці був досить низький. Програми місцевих культурних улаштувань велися українською, румунською та російською мовами.
Почавши з 1964 вся культ.-осв. праця українців у Р. зазнає переслідування. Ліквідовано майже всі школи з українською мовою навчання (животіє тільки український відділ при гімназії в Сиготі і український лекторат у Букарештському Університеті) і всю українську осв.-культ. працю по селах, заборонено вживати в публікаціях українські назви місцевостей.
Преса представлена двотижневиком «Новий Вік» (з 1949; ред. В. Білівський, С. Загородний, з 1959 І. Колесник, М. Бодня), наклад спершу 10000, нині 4000; тепер газ. мусить містити рум. зміст українською мовою. У 1950 — 58 виходив літ.-іст. двомісячник «Культ. порадник», наклад 600—1000, ред. В. Федорович і В. Білівський.
Деяке число українців працює в Р. у високих школах і в наук. інститутах; І. Робчук, К. і А. Реґуші в Інституті Лінґвістики, В. Виноградник (†1973) в інституті Пастера в Букарешті, славісти К. Драпака і І. Лемний, педагог О. Антохій, фізик Б. Павлюх (політехніка в Ясах) та В. Карамзин-Каковський тощо. У Букарешті існує відділ української мови і літератури (з 1952 при славістичному відділі Букарештського Університету), з 1963 при катедрі слов. мов Інституту іноземних мов і літератур, завідувач доцент Іван Ребушапка.
Порівняно добре в Р. представлена українська література. У 1950-х pp. українські письменники друкували свої твори у журналі «Культ. Порадник» та у додатку «Література» до двотижневика «Новий Вік», у 1968—1970 — у «Літ. Видавництві», з 1970 у видавництві «Критеріон» у Бухаресті, створеному для публікацій творів нац. меншостей (ред. українського відділу М. Корсюк). У 1960-х pp. у Бухаресті вийшли зб. поезій О. Мельничука, Г. Клемпуша, Юрія Павліша, Д. Онищука; зб. новель і оп. І. Федька та С. Яцентюка; альманахи «Серпень» (1964; ред. Є. Мигайчук) та «Ліричні струни» (1968); зб. «Народився співанки» — українські нар. пісні з півд. Буковини, Мармарощини, Банату і Добруджі, зібрані й упорядковані І. Ребошапкою. З 1970 заходами Літ. студії українських письменників, при Спілці Письменників Р. вийшли у видавництві «Критеріон» збірки поезій: С. Ткачука, М. Балана, Стеліяна Ґруї, М. Михайлюка, І. Непогоди, О. Масикевича, І. Ковача, М. Небиляка, М. Корсюка, Ю. Павліша, В. Баршая, О. Мельничук; зб. «Ой у саду-винограду» (1971) і «Відгомони віків» (1974) з нар. творчістю українського населення Румунії (обидві за ред. І. Ребошапки), «Наші весни» (1972 — зб. прози, ред. М. Михайлюк), зб. репортажів «Про землю і хліб» (1972) та «Антологія української класичної поезії» (1970; ред. М. Ласло). В Орадя жила українська письменниця К. Бобикевич († 1971).
Більшість українського населення в Румунії була православною, греко-католики переважали на Мармарощині і в Банаті. Після ліквідації Греко-католицької церкви в Румунії (1948) вірних примушено перейти на православ'я. Богослужіння і проповіді Румунської православної церкви майже повсюдно, крім Серету, сіл і міст Мараморощини і Банату, відбуваються румунською мовою, і таким чином вона є одним із засобів румунізації. На румунізацію українців Румунії впливає й те, що вони живуть розпорошені й ізольовані від інших країн українського поселення, головно від України, а залякана українська інтелігенція, яка живе переважно по містах, має невеликий зв'язок з українською масою.

## Державна підтримка
Сьогодні держава виділяє кошти на розвиток української освіти, культури, видавничої справи.
Українська освіта в Румунії є в місцях компактного проживання українців. Зокрема, в місті Мармарош-Сигіт — Український ліцей імені Тараса Шевченка, в Сучавському і Тимішському повітах є по одній секції в румунських ліцеях. Українську філологію вивчають у Бухарестському, Клузькому та Сучавському університетах.
Українською мовою видаються часописи «Вільне слово», «Український вісник», «Наш голос», дитячий журнал «Дзвоник», книжки українських письменників Румунії.

## Чисельність та розселення

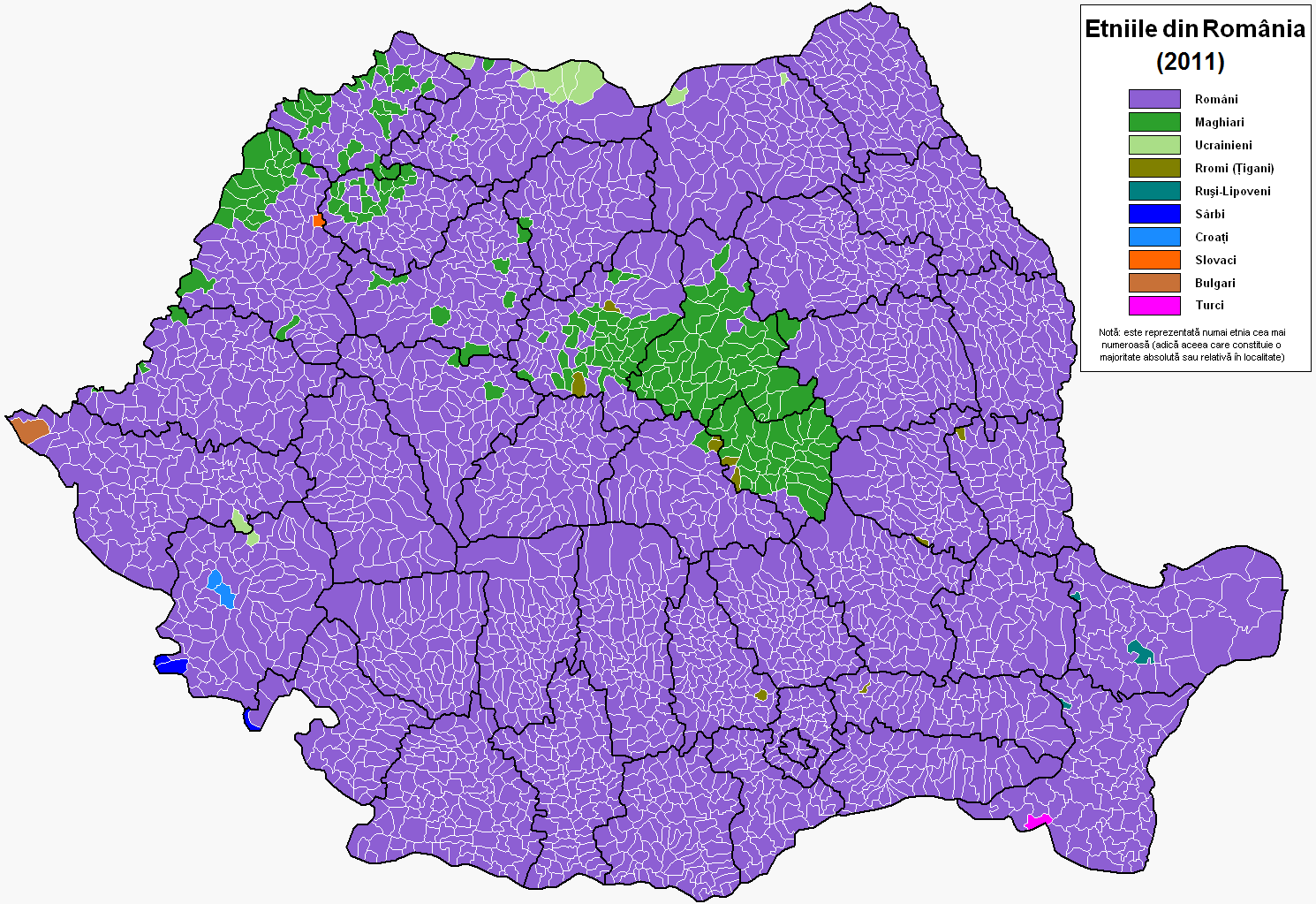
Населені пункти у Румунії у 2011 р. з переважною більшістю українського населення (світло-зелений колір).

Динаміка чисельності українців Румунії
- 1956 ‒ 60 479 ‒ 0,35 %
- 1966 ‒ 54 705 ‒ 0,29 %
- 1977 ‒ 55 510 ‒ 0,26 %
- 1992 ‒ 65 764 ‒ 0,29 %
- 2002 ‒ 61 091 ‒ 0,28 %
- 2011 ‒ 51 703 ‒ 0,27 %

За результатами перепису 2002 р. в Румунії існувало 12 комун, де більшість населення становили українці. Більшість з них (10) розташовано в північних повітах (Марамуреш, Сучава) на кордоні з Україною. Інші 2 комуни були розташовані на південному заході у румунському Банаті (повіти Тіміш та Караш-Северін). У комунах з переважанням українського населення у 2002 році проживало 54,5 % українців Румунії (33 297 осіб з 61 091)
| Комуна         | Повіт (жудець) | Населення 2002 | Українців 2002 | %      | Україномовних 2002 | %      | Релігія 2002                                                                  |
| -------------- | -------------- | -------------- | -------------- | ------ | ------------------ | ------ | ----------------------------------------------------------------------------- |
| Бистра         | Марамуреш      | 4423           | 4021           | 90,9 % | 4019               | 90,9 % | православні 94,1 %, грекокатолики 1,8 %, адвентисти 1,7 %                     |
| Великий Бичків | Марамуреш      | 4468           | 2639           | 59,1 % | 2630               | 58,9 % | православні 76,8 %, католики 8,5 %, грекокатолики 8,2 %                       |
| Руська Поляна  | Марамуреш      | 10 033         | 9711           | 96,8 % |                    |        | православні 81,5 %, п'ятидесятники 13,7 %, адвентисти 3,2 %                   |
| Ремета         | Марамуреш      | 2448           | 2174           | 88,8 % | 2177               | 88,9 % | православні 74,6 %, римокатолики 8,1 %, адвентисти 4,5 %, грекокатолики 4,3 % |
| Кривий         | Марамуреш      | 4761           | 4650           | 97,7 % | 4636               | 97,7 % | православні 63,6 %, п'ятидесятники 31,3 %, адвентисти 3,3 %                   |
| Вишня Рівня    | Марамуреш      | 3916           | 3745           | 95,6 % | 3735               | 95,4 % | православні 72,9 %, римокатолики 8,6 %, грекокатолики 4,8 %                   |
| Рускова        | Марамуреш      | 4854           | 4578           | 94,3 % | 4567               | 94,1 % | православні 86,4 %, п'ятидесятники 11,3 %, адвентисти 1,9 %                   |
| Балківці       | Сучава         | 3393           | 2364           | 69,7 % | 2443               | 72,0 % | православні 74,4 %, п'ятидесятники 6,3 %, греко-католики 6,1 %                |
| Ульма          | Сучава         | 2289           | 1343           | 58,7 % | 1394               | 60,9 % | православні 99,0 %                                                            |
| Ізвори         | Сучава         | 2279           | 1177           | 51,6 % |                    |        | православні 73,9 %, адвентисти 2,7 %                                          |
| Щука           | Тіміш          | 1838           | 1170           | 63,7 % |                    |        | православні 46,9 %, старообрядці 26,0 %, п'ятидесятники 23,1 %                |
| Копечеле       | Караш-Северін  | 1357           | 885            | 65,2 % | 885                | 65,2 % | православні 95,1 %, п'ятидесятники 3,5 %                                      |

За даними перепису 2011 р. понад 60 % українців Румунії проживають у повіті Марамуреш. У 7 повітах з 41 проживають 96 % українців Румунії. Розселення українців у повітах Румунії в 2011 р.:
- Марамуреш — 31 234 — 60,4 %
- Тіміш — 5 953 — 11,5 %
- Сучава — 5 698 — 11,0 %
- Караш-Северін — 2 600 — 5,0 %
- Сату-Маре — 1 397 — 2,7 %
- Тульча — 1 317 — 2,5 %
- Арад — 1 295 — 2,5 %